# Гайрабетовський театр
Гайрабетовський театр (рос. Гайрабетовский театр) — колишній театр в Нахічевані-на-Дону (Ростові-на-Дону). Перебував на перетині вул. Великий Садової та Миколаївського провулка (нині — провулок Семашко). Будівля проіснувала з 1862-го по 1896 роки.

## Історія
Восени 1862 року за ініціативи губернатора місцеві заможні жителі К. М. Гайрабетов, І. І. Грибанов і М. Б. Драшкович організували театральну дирекцію для організації будівництва в місті російського драматичного театру. Будівництво театрального будівлі тривало один рік. Будівля будувалося на кошти Карпа Макаровича Гайрабетова і Марка Балтазаровича Драшковича з видачею субсидії від міста. Міністерство відмовилося видавати субсидію приватним особам, проте Драшкович та Гайрабетов порушили в суді позов і виграли справу.
Гайрабетовський театр відкрився 23 червня 1863 року. В 1863 році тут виступав російський актор Михайло Семенович Щепкін.
У 1882 рік купець, власник Ростовської тютюнової фабрики В. І. Асмолов збудував перший у місті кам'яний театр, склав конкуренцію старому Гайрабетовскому театру. Власники Гайрабетовського театру вважали, що вони уклали з міською управою такий контракт, за яким в Ростові більше ніхто не мав права будувати інший театр. Ростовське градоначальство пішло на компроміс і назвало театр Асмолова концертним залом. З відкриттям 19 жовтня 1883 року Асмоловського театру публіка залишила Гайрабетовський театр. Його дерев'яна будівля простояла аж до 1896 року, після чого була зруйнована.
У 1897 році на місці колишнього театру за проектом відомого архітектора Олександра Никаноровича Померанцева було розпочато будівництво будівлі Міської Думи.

## Архітектура
Побудований у 1862 році, Гайрабетовський театр мав низьке дерев'яне бревенчатое будівлю. У залі було 22 ряду крісел, 2 яруси лож і три яруси галерей.
Глядачі з тісного коридору входили в партер, вітер через зовнішню двері дув у глядацький зал. В обидві сторони від входу йшли два вузьких коридору, у якому насилу могли розійтися 4 людини, з лож двері виходили у коридор, а з коридора були виходи у дамське фоє, буфет та у вбиральню. Театр висвітлювався гасовими лампами.
На галерею вели сходи з двома поворотами з вулиці, на лівій стороні будівлі. У галереї стояло 4 ряди лавок, розташованих амфітеатром. Місця на галереї не були пронумеровані. Там могло розміститися 420 осіб. Сцена була замала і незручна. За сценою було два яруси туалети, прохід до них був тісний. Вихід за лаштунки йшов з буфетної кімнати. За будівлею театру був ще один хід, яким рідко користувалися.
В приміщення для оркестру могло вміститися до 15 осіб.